# ترايل كريك (إنديانا)
ترايل كريك (بالإنجليزية: Trail Creek town, Indiana)‏ هي بلدة تقع بولاية إنديانا في الولايات المتحدة. تبلغ مساحتها 3.15 كم2، وترتفع عن سطح البحر 191 م، بلغ عدد سكانها 2,052 نسمة في عام 2010 حسب إحصاء مكتب تعداد الولايات المتحدة وتصل الكثافة السكانية فيها 651.4 نسمة لكل كيلومتر مربع (1,687.1/ميل2).

## التركيبة السكانية
حدّد مكتب تعداد الولايات المتحدة بيانات التركيبة السكانية لترايل كريك في تعداد الولايات المتحدة. في ما يلي، التركيبة السكانية حسب تعدادي 2000 و2010.

### تعداد عام 2000
بلغ عدد سكان ترايل كريك 2,296 نسمة بحسب تعداد عام 2000، وبلغ عدد الأسر 932 أسرة وعدد العائلات 699 عائلة مقيمة في البلدة. في حين سجلت الكثافة السكانية 728.9 نسمة لكل كيلومتر مربع (1,887.8/ميل2). وبلغ عدد الوحدات السكنية 956 وحدة بمتوسط كثافة قدره 303.5 لكل كيلومتر مربع (786.1/ميل2).
وتوزع التركيب العرقي للبلدة بنسبة 95.12% من البيض و2.70% من الأمريكيين الأفارقة و0.48% من الأمريكيين ذوي الأصول الآسيوية و0.22% من الأعراق الأخرى و1.48% من عرقين مختلطين أو أكثر و1.22% من الهسبانيون أو اللاتينيون من أي عرق.
بلغ عدد الأسر 932 أسرة كانت نسبة 30.4% منها لديها أطفال تحت سن الثامنة عشر تعيش معهم، وبلغت نسبة الأزواج القاطنين مع بعضهم البعض 64.6% من أصل المجموع الكلي للأسر، ونسبة 6.8% من الأسر كان لديها معيلات من الإناث دون وجود شريك، بينما كانت نسبة 3.6% من الأسر لديها معيلون من الذكور دون وجود شريكة وكانت نسبة 25% من غير العائلات. تألفت نسبة 22.1% من أصل جميع الأسر من عدة أفراد يعيشون في نفس المنزل ونسبة 12.3% كانت تتألف من شخص يعيش بمفرده يبلغ من العمر 65 عاماً أو أكثر. وبلغ متوسط حجم الأسرة المعيشية 2.46، أما متوسط حجم العائلات فبلغ 2.87.
بلغ العمر الوسطي للسكان 43.8 عاماً. وكانت نسبة 21.7% من القاطنين تحت سن الثامنة عشر، وكانت نسبة 5% بين الثامنة عشر والرابعة والعشرين عاماً، ونسبة 25.2% كانت واقعةً في الفئة العمرية ما بين الخامسة والعشرين والرابعة والأربعين عاماً، ونسبة 27.3% كانت ما بين الخامسة والأربعين والرابعة والستين، ونسبة 20.8% كانت ضمن فئة الخامسة والستين عاماً فما فوق. يوجد لكل 100 أنثى 97.8 ذكر، ويوجد لكل 100 أنثى في الثامنة عشر من عمرها فما فوق 91.6 ذكر.
بلغ متوسط دخل الأسرة في البلدة 43,750 دولارًا، أما متوسط دخل العائلة فبلغ 51,098 دولارًا. وكان متوسط دخل الذكور 41,250 دولارًا مقابل 26,031 دولارًا للإناث. وسجل دخل الفرد الخاص بالبلدة 20,289 دولارًا. وكانت نسبة 3% من العائلات ونسبة 5.3% من السكان تحت خط الفقر، وكان من هؤلاء نسبة 7.3% تحت سن الثامنة عشر ونسبة 11.1% في الخامسة والستين من العمر وما فوق.

### تعداد عام 2010
بلغ عدد سكان ترايل كريك 2,052 نسمة بحسب تعداد عام 2010، وبلغ عدد الأسر 885 أسرة وعدد العائلات 585 عائلة مقيمة في البلدة. في حين سجلت الكثافة السكانية 651.4 نسمة لكل كيلومتر مربع (1,687.1/ميل2). وبلغ عدد الوحدات السكنية 933 وحدة بمتوسط كثافة قدره 296.2 لكل كيلومتر مربع (767.2/ميل2).
وتوزع التركيب العرقي للبلدة بنسبة 91.23% من البيض و5.46% من الأمريكيين الأفارقة و0.24% من الأمريكيين الأصليين و0.58% من الأمريكيين ذوي الأصول الآسيوية و1.17% من الأعراق الأخرى و1.32% من عرقين مختلطين أو أكثر و3.31% من الهسبانيون أو اللاتينيون من أي عرق.
بلغ عدد الأسر 885 أسرة كانت نسبة 24.3% منها لديها أطفال تحت سن الثامنة عشر تعيش معهم، وبلغت نسبة الأزواج القاطنين مع بعضهم البعض 53.7% من أصل المجموع الكلي للأسر، ونسبة 9% من الأسر كان لديها معيلات من الإناث دون وجود شريك، بينما كانت نسبة 3.4% من الأسر لديها معيلون من الذكور دون وجود شريكة وكانت نسبة 33.9% من غير العائلات. تألفت نسبة 29% من أصل جميع الأسر من عدة أفراد يعيشون في نفس المنزل ونسبة 14.4% كانت تتألف من شخص يعيش بمفرده يبلغ من العمر 65 عاماً أو أكثر. وبلغ متوسط حجم الأسرة المعيشية 2.32، أما متوسط حجم العائلات فبلغ 2.85.
بلغ العمر الوسطي للسكان 46.5 عاماً. وكانت نسبة 19.4% من القاطنين تحت سن الثامنة عشر، وكانت نسبة 7.3% بين الثامنة عشر والرابعة والعشرين عاماً، ونسبة 21.2% كانت واقعةً في الفئة العمرية ما بين الخامسة والعشرين والرابعة والأربعين عاماً، ونسبة 30.9% كانت ما بين الخامسة والأربعين والرابعة والستين، ونسبة 21.2% كانت ضمن فئة الخامسة والستين عاماً فما فوق. وتوزع التركيب الجنسي للسكان بنسبة 50.4% ذكور و49.6% إناث.

## وصلات خارجية
- الموقع الرسمي